# Balneatrix alpica
Balneatrix alpica ist eine Bakterienart.

## Erscheinungsbild
Die Zellgestalt von Balneatrix alpica ist vielfältig (polymorph). Es treten gekrümmte Zellen auf, auch gerade Stäbchen und längliche Zellen werden gebildet. Die Zellgröße liegt im Bereich von 0,5–0,7 μm in Breite und 2,8–5 μm in Länge. Das Bakterium ist beweglich durch ein oder zwei polare Flagellen.

## Wachstum und Stoffwechsel
Stämme von Balneatrix alpica wachsen nach einer 2-tägigen Inkubation bei 30 °C. Das Zentrum der Kolonie ist nach 2–3 Tagen hellgelb und nach 4–5 Tagen hellbraun.
Balneatrix ist aerob, benötigt also Sauerstoff. Der Stoffwechselweg ist die Atmung mit Sauerstoff als terminalen Elektronenakzeptord. Der Voges-Proskauer-Test verläuft negativ. Eine Fermentation findet nicht statt. Balneatrix ist physiologisch vielfältig, einige Stämme können mit Citrat, D-Alanin, Monoethanolamin, D-Glucosamin, L-Histidin, DL-Lactat und D(+)-Malat als Kohlenstoffquelle wachsen. Einige Stämme können Citrat als einzige Kohlenstoffquelle nutzen.
Nitrat wird zu Nitrit reduziert. Tests auf Arginindihydrolase, Lysin- und Ornithin-Decarboxylasen, Acetamid- und Stärke-Hydrolyse verlaufen immer negativ. Einige Stämme können Tween-80 hydrolysieren. Gelatine wird nur schwach hydrolysiert.
Balneatrix wurde im Süßwasser gefunden und toleriert nur Natriumchlorid-Gehalte von unter 2 %. Dies unterscheidet sie von anderen Gattungen der Familie der Oceanospirillaceae, in der sie nach ihrer Beschreibung zuerst eingeordnet wurde (aktuell zu der 2018 neu aufgestellten Familie Balneatricaceae). Wachstum findet bei Temperaturen noch bis zu 46 Grad Celsius statt.

## Chemotaxonomische Merkmale
Der GC-Gehalt in der Bakterien-DNA liegt bei 54 Mol-Prozent. Zu den enthaltenden Ubiquinone liegen keine Angaben vor (Stand 2014).

## Pathogenität
Balneatrix alpica wurde 1987 in einem Heilbad in Südfrankreich als Auslöser eines Ausbruchs von Lungenentzündung und Meningitis zum ersten Mal beschrieben. Fünfunddreißig Fälle von Lungenentzündung und zwei Fälle von Meningitis wurden hierbei durch Stämme von Balneatrix verursacht.
Nach Desinfektion der Wasserleitungen durch Chlorierung traten keine weiteren Infektionsfälle mehr auf (Stand 2014).

## Systematik
Balneatrix alpica wird zu der Familie der Balneatricaceae in der Ordnung Oceanospirillales gestellt. Es ist die einzige Art ihrer Gattung (Stand Oktober 2022). Die Art wurde 1993 wissenschaftlich beschrieben und benannt. Es wurde zuerst zu der Familie Oceanospirillaceae gestellt. Im Jahre 2019 wurde sie in die neu aufgestellte Familie Balneatricaceae transferiert. Neben Balneatrix wird hier noch die Gattung Pokkaliibacter geführt (Stand Oktober 2022).

## Einzelquellen
1. 1 2 3 4 5 6 7  
Catherine Dauga: Genus II. Balneatrix In: George M. Garrity (Hrsg.): Bergey’s Manual of Systematic Bacteriology2. Auflage, Band 2: The Proteobacteria. Part B: The Gammaproteobacteria. Springer, New York 2005,  S. 282, ISBN 0-387-95040-0
2. 1 2 3  
R. Krishnan et al.: Isolation and characterization of a novel 1-aminocyclopropane-1-carboxylate (ACC) deaminase producing plant growth promoting marine Gammaproteobacteria from crops grown in brackish environments. Proposal for Pokkaliibacter plantistimulans gen. nov., sp. nov., Balneatrichaceae fam. nov. in the order Oceanospirillales and an emended description of the genus Balneatrix. In: Systematic and Applied Microbiology. (2018), 41 (6), S. 570–580. doi:10.1016/j.syapm.2018.08.003
3. 1 2  
Eugene Rosenberg, Edward  F. DeLong, Stephen Lory, Erko Stackebrandt, Fabiano Thompson:  The Prokaryotes. Gammaproteobacteria. 4. Auflage, Springer, 2014, ISBN 3-642-38923-6
4. 1 2  
C. Dauga et al.: Balneatrix alpica gen. nov., sp. nov., a bacterium associated with pneumonia and meningitis in a spa therapy centre In: Research in Microbiology (1993), 1, S. 35–46. doi:10.1016/0923-2508(93)90213-L
5. 1 2  Jean Euzéby, Aidan C. Parte: Balneatrix. In: List of Prokaryotic names with Standing in Nomenclature. Abgerufen am 20. Oktober 2022.